# Dialecte consecutiu
Un dialecte consecutiu és una varietat territorial d'un idioma procedent del seu trasplantament des de l'àrea d'un dialecte constitutiu, és a dir, que la seva àrea és una zona d'expansió d'un domini lingüístic. El punt d'unió entre els dialectes consecutius i els constitutius són els dialectalismes passius. Els dialectes consecutius també solen tenir més o menys elements procedents de la llengua anterior parlada en el territori (substrat), que òbviament manquen als dialectes constitutius corresponents. Els criolls poden tenir relació amb els dialectes consecutius.
En la llengua catalana són dialectes consecutius tots els de la Catalunya Nova (català tarragoní, dins el bloc dialectal oriental; català de transició i català nord-occidental de transició, al Principat de Catalunya, dins el bloc dialectal occidental), de les Balears (català balear), del País Valencià (català valencià) i de l'Alguer (català alguerès). Hi ha hagut dialectes consecutius desapareguts, com el de Fort-de-l'Eau (l'actual Bordj El Kiffan, a Algèria), resultat d'una colonització menorquina i també anomenat patuet; o els dialectes de les ciutats sardes de Casteddu (Càller) i Tàttari (Sàsser). En el cas de la zona occidental de la Catalunya Nova, hom discuteix el grau d'afinitat amb el català del mossàrab que s'hi parlava en el moment de la conquesta catalana. L'àrea d'un dialecte consecutiu pot ser una continuació territorial de la d'un dialecte constitutiu (la Catalunya Nova i el País Valencià) o poden estar separades (les Illes Balears i l'Alguer).
La llengua occitana és composta fonamentalment per dialectes constitutius, llevat de les petites colònies que formen illots lingüístics a l'Estat italià. La península italiana és ocupada per varietats constitutives, fora dels illots lingüístics al·lòglots que s'hi troben (albanès, croat, grec, walser…). L'espanyol té dialectes consecutius a la península Ibèrica i a Amèrica. El francès en té també a Amèrica (Canadà i Louisiana). En un sentit ample, totes les llengües romàniques són varietats consecutives del llatí del Laci.